# Phidippus calcuttaensis
Phidippus calcuttaensis är en spindelart som beskrevs av Biswas 1984. Phidippus calcuttaensis ingår i släktet Phidippus och familjen hoppspindlar. Inga underarter finns listade i Catalogue of Life.